# 韓徳
韓 徳（かん とく）は、中国の通俗歴史小説『三国志演義』に登場する架空の武将。
西涼の大将で魏の武将。武器は大斧。蜀の諸葛亮が最初の北伐を決行した際、それを迎え撃つ夏侯楙の援軍として韓瑛（かん えい）、韓瑤（かん よう）、韓瓊（かん けい）、韓琪（かん き）の4人の息子とともに8万の大軍を連れて駆けつけ、先鋒として鳳鳴山の麓で蜀軍と対峙して趙雲に挑戦した。だが、打って出た息子達の内、韓瑛と韓瓊は討ち取られ、韓瑤は生け捕りにされ、韓琪は落馬したものの救出される。息子達が全員敗れたのを見て敗走した。後日、出陣した夏侯楙に従軍し、息子達の仇を討つべく趙雲と一騎討ちするも、槍で突き殺されてしまう。
吉川英治の歴史小説『三国志』では、息子達は韓瑤以外は討ち取られたことになっているが、横山光輝の漫画『三国志』では全員討ち取られている。